# الكانيث
الكنائس أو (نقحرة: الكانيث) هي مدينة وبلدية مقاطعة طرويل في منطقة الحكم الذاتي في أرغون ، إسبانيا. تقع المدينة على ضفاف نهر وادي لب. الكنائس هي العاصمة غير الرسمية لمنطقة أراغون السفلى التاريخية. تقع على بعد حوالي 113 كم من طرويل ، عاصمة المقاطعة ، و 92 كم من سرقسطة ، عاصمة أرغون.